# Rob Heidger
Robert "Rob" Heidger (Danville, 3 juni 1969) is een voormalig beachvolleyballer uit de Verenigde Staten. Hij nam een keer deel aan de Olympische Spelen.

## Carrière
Heidger speelde in zijn jeugd basketbal en begon in 1989 met beachvolleybal. Hij debuteerde in 1992 met Marcelo Duarte in Hermosa Beach in de AVP Tour. Het jaar daaop nam het duo mee aan vijf wedstrijden met een negende plaats in Manhattan Beach als beste resultaat. Daarnaast speelde Heidger drie toernooien met andere partners. In 1994 partnerde hij onder meer met Duarte, Matt Unger en Eric Wurts. Hij deed in totaal mee aan 21 toernooien in de Amerikaanse competitie en behaalde met Wurts op Kauai zijn eerste podiumplaats toen ze als derde eindigden. Het daaropvolgende seizoen was hij actief op 23 AVP-toernooien en kwam hij tot vier derde plaatsen (Boston, Mesa, Chicago en Boulder). Heidger speelde afwisselend met Wurts, Karch Kiraly, Brent Frohoff, Randy Stoklos en Eric Fonoimoana. Met Frohoff maakte hij in Hermosa Beach bovendien zijn debuut in de FIVB World Tour. In 1996 vormde hij voor acht wedstrijden een team met Fonoimoana. Ze kwamen daarbij tot een derde plaats in San Diego en een vierde plaats in Riviera Beach. Vervolgens speelde hij een wedstrijd met Eduardo Bacil, waarna hij het seizoen afmaakte met Troy Tanner. Heidger en Tanner deden mee aan negen toernooien en behaalden daarbij twee tweede (Milwaukee en Santa Cruz) en twee derde plaatsen (Belmar en Hermosa Beach).
Het jaar daarop kwam Heidger met verschillende partners – waaronder Tanner, Adam Johnson, Raúl Papaleo, Bill Boullianne en Brian Lewis – in actie op zeventien toernooien in de binnenlandse competitie. Hij behaalde daarbij een derde plaats in Lake Tahoe en een vierde plaats in Cleveland. Met Mike Dodd deed hij in Los Angeles mee aan de eerste officiële wereldkampioenschappen beachvolleybal. Het duo eindigde op een gedeelde negende plaats nadat de achtste finale verloren werd van hun landgenoten Tanner en Ian Clark. In 1998 speelde Heidger met meerdere partner in totaal achttien wedstrijden in de AVP Tour. Met Frohoff werd hij tweede in Atlanta en met Tanner eindigde hij zowel in Corpus Christi als Chicago als derde. Met Sinjin Smith deed hij bovendien mee aan het Open-toernooi van Vitória. Het daaropvolgende seizoen behaalde hij met Smith een derde plaats in Huntington Beach en een vijfde en zevende plaats bij de FIVB-toernooien van Acapulco en Mar del Plata. Vervolgens wisselde hij van partner naar Kevin Wong met wie hij twee seizoenen spelen. Het duo speelde datzelfde jaar nog tien reguliere wedstrijden in de World Tour en kwam daarbij tot een derde plaats in Toronto, een vierde plaats in Lignano en vijfde plaatsen in Berlijn en Klagenfurt. Daarnaast deden ze mee aan de WK in Marseille waar ze als zevende eindigden, nadat ze de tweede wedstrijd verloren van de Canadezen John Child en Mark Heese en in de vijfde ronde van de herkansing werden uitgeschakeld door de Zwitserse broers Martin en Paul Laciga. In de Amerikaanse competitie boekten ze verder een overwinning in San Diego.
Het jaar daarop namen Heidger en Wong deel aan dertien reguliere toernooien in het mondiale beachvolleybalcircuit. Ze eindigden daarbij als tweede in Rosarito, als vijfde in Lignano en als zevende in Macau. Het duo deed bovendien mee aan de Olympische Spelen in Sydney. Ze verloren de eerste wedstrijd van de Canadezen Jody Holden en Conrad Leinemann, waarna ze zich via de herkansingen voor de eindronde plaatsten. Ze bereikten via een walk-over de kwartfinale die verloren werd van hun landgenoten en latere kampioenen Dain Blanton en Eric Fonoimoana. In 2001 vormde Heidger een duo met Chip McCaw. In eigen land speelden ze twee AVP-wedstrijden en in de mondiale competitie deden ze in aanloop naar de WK in Klagenfurt mee aan zes toernooien waarbij ze niet verder kwamen dan een dertiende plaats in Berlijn. In Klagenfurt bereikte het tweetal de halve finale die verloren werd van de latere kampioenen Mariano Baracetti en Martín Conde; in de wedstrijd om het brons waren de Noren Jørre Kjemperud en Vegard Høidalen vervolgens te sterk waardoor ze als vierde eindigden. Daarna speelde Heidger nog twee AVP-wedstrijden met Fonoimoana met onder meer een tweede plaats in Manhattan Beach als resultaat. Het duo deed bovendien mee aan de Goodwill Games in Brisbane waar ze als vierde eindigden achter hun landgenoten Wong en Stein Metzger. Na afloop beeïndigde Heidger zijn sportieve loopbaan.

## Palmares
Kampioenschappen
- 1997: 9e WK
- 1999: 7e WK
- 2000: 5e OS
- 2001: 4e WK

FIVB World Tour
- 1999:  Toronto Open
- 2000:  Rosarito Open